# Cricetulus sokolovi
Cricetulus sokolovi é uma espécie de roedor da família Cricetidae.
Pode ser encontrada na China e Mongólia.